# Bertold
Bertold – imię męskie pochodzenia germańskiego. Wywodzi się od starogermańskich słów berath „światły” i wald – „władca” i oznaczającego „światły władca”.
Bertold imieniny obchodzi 29 marca, 27 lipca i 14 grudnia.
Znane osoby noszące imię Bertold:
- św. Bertold z Kalabrii – święty katolicki, założyciel Zakonu Karmelitów
- Bertold IV z Diessen – książę Andechs w Bawarii oraz pierwszy książę Meranii
- Bertold I – książę Karyntii
- Bertolt Brecht
- Berthold Delbrück
- Berthold Kempinski
- Bertold Kittel
- Berthold Lubetkin